# Elizabeth Smart

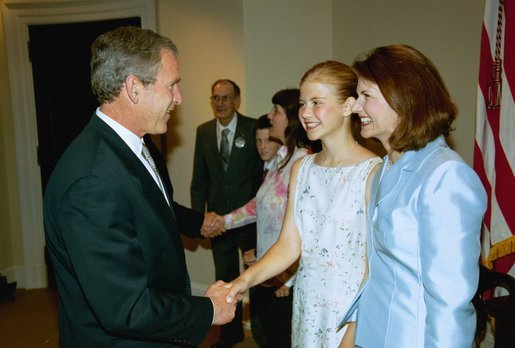
Elizabeth Smart schudt George W. Bush de hand in 2003

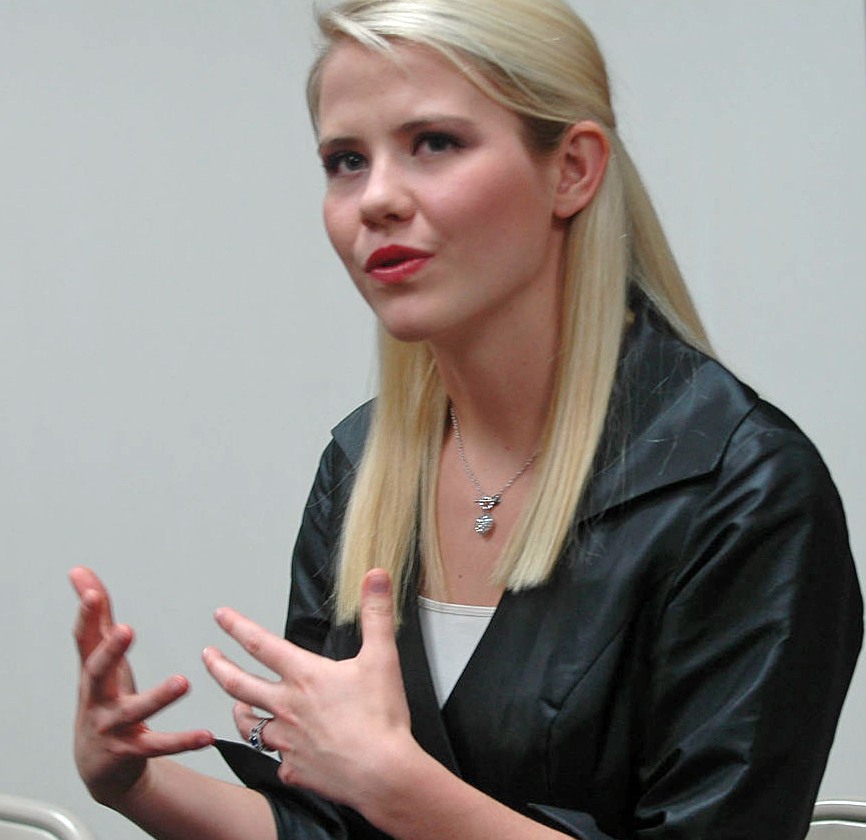
Smart in 2012

Elizabeth Smart (Salt Lake City, Utah, 3 november 1987) is ontvoerd uit haar slaapkamer toen ze 14 jaar oud was, in de nacht van 4 op 5 juni 2002 in Salt Lake City. Negen maanden later is ze levend terug gevonden, op 12 maart 2003. Hierbij was ze in de aanwezigheid van haar ontvoerders Brian David Mitchell en Wanda Ileen Barzee. Barzee is veroordeeld tot 15 jaar cel en Mitchell is levenslang achter de tralies verdwenen. De ontvoering van Smart heeft veel stof doen opwaaien, mede doordat haar doodsbange ouders groot gebruik hebben gemaakt van de media om hun dochter te vinden. Later verschenen meerdere boeken over de zaak en een film.

## Ontvoering
Mitchell sloop de slaapkamer van de 14-jarige Smart binnen in de nacht van 4 op 5 juni 2002. Haar 9-jarige zusje, Mary Katherine Smart (met wie ze de kamer deelde), schrok wakker van het feit dat er een vreemde man de kamer in kwam. Mitchell bedreigde Elizabeth met een mes en beweerde dat hij haar hele familie zou vermoorden als ze niet zou meewerken. Na lange tijd durfde Mary Katherine haar ouders (Edward en Lois Smart) te wekken en ze op de hoogte te brengen van het feit dat Elizabeth ontvoerd was.
Een grote zoektocht naar Elizabeth begon. Alles werd in werking gezet om het meisje ongedeerd te vinden. Elizabeth is echter nog niet ver, zij en haar ontvoerders verblijven die tijd in Dry Creek Canyon, op korte afstand van het huis van de familie Smart.
Enige tijd later vertrekken Mitchell, Barzee en Smart naar Lakeside (Californië), dit omdat ze eerder zijn aangesproken door de politie. Elizabeth is echter niet herkend, doordat ze gehuld zijn in sluiers. Door de bedreigingen van Mitchells kant durft zij geen woord te zeggen.
Vier maanden na de ontvoering van Elizabeth herinnert Mary Katherine zich wie degene was die haar zus ontvoerde: Emmanuel, een man die jaren eerder bij het gezin klusjes aan huis deed. Edward en Lois laten een schets maken van hem en brengen deze in de media. De ontvoering gaat echter onverminderd door, Elizabeth wordt vastgebonden en verkracht door Mitchell 'Emmanuel'. Uiteindelijk worden de drie herkend. Nadat Elizabeth is afgezonderd van haar ontvoerders, geeft ze toe dat zij de vermiste Elizabeth Smart is. Niet veel later wordt zij na ruim negen maanden herenigd met haar gezin.

## Vervolg
Barzee is -nadat zij uitgebreid spijt heeft betuigd aan Elizabeth- veroordeeld tot 15 jaar cel. Mitchell is veroordeeld tot levenslang. Van de zaak zijn meerdere boeken uitgekomen en er is ook een film gemaakt (The Elizabeth Smart Story) waarin het verhaal verbeeld wordt.